# カール・ヨーゼフ・トエスキ
カール・ヨーゼフ・トエスキ'Karl Joseph Toeschi, 1731年11月11日（受洗） - 1788年4月12日）は、イタリアの家系のヴァイオリニスト、音楽監督、作曲家。マンハイム楽派の立役者であるヨハン・シュターミッツの弟子であり、マンハイム楽派を代表する人物として知られる。イタリア名であるカルロ・ジュゼッペ・トエスキ（Carlo Giuseppe Toeschi）と表記されることもある。主に交響曲、室内楽曲、バレエ音楽、オペラなどに作品を遺した。

## 生涯
トエスキはルートヴィヒスブルクに生まれた。父のアレッサンドロ・トエスキ（Alessandro Toeschi 1700年頃-1758年）はイタリア出身の人物であり、ヨハン・シュターミッツとともにマンハイム宮廷管弦楽団にコンサートマスターとして仕えていた。トエスキはシュターミッツの下で若くして宮廷管弦楽団にヴァイオリニストとして入団したが、彼の音楽教育に関する情報は多くない。ヨハン・アダム・ヒラーが伝えるところでは、彼は22歳までにコンサートヴァイオリニストとして成長していたという。
トエスキは1752年に初めてマンハイムのオーケストラにヴァイオリニストとして登場した。弟のヨハン・バプティスト・トエスキ（Johann Baptist- 1735年-1800年）も1755年に兄に続いている。1759年、27歳になったトエスキはクリスティアン・カンナビヒと共にコンサートマスターとして任用された。1759年から1773年の間に彼は何度もパリを訪れており、コンセール・スピリチュエルでヴァイオリンを演奏し、『La Chevardière』、『Huberty』や『Venier』などの多くの自作曲の出版を行った。この時期にトエスキは約46曲の交響曲と50曲の室内楽曲を作曲している。彼は1774年に43歳で内閣音楽監督に就任した。
1778年にプファルツ選帝侯領選帝侯カール・テオドールがバイエルン選帝侯となってミュンヘンへ住居を移すと、トエスキは室内楽を取り仕切るようになった。彼は1788年にミュンヘンで56年の生涯を終えた。

## 主要作品
- 約66曲の交響曲

ニ長調【演奏例】
- 約30曲の協奏曲
- 約80曲の室内楽曲
- 約25曲のバレエ音楽